# Maria O’Neill

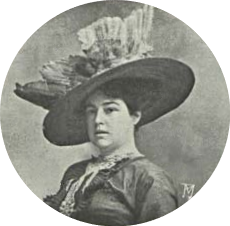
Maria O’Neill, 1912

Maria da Conceição Infante de Lacerda Pereira de Eça Custance O’Neill, bekannt als Maria O’Neill (* 19. November 1873 in Lissabon; † 23. März 1932 auf hoher See in der Nähe der Kapverdischen Inseln), war eine portugiesische Autorin, Journalistin, Feministin, Theosophin und Spiritistin.

## Leben
O’Neill wurde geboren als Tochter von Carlos Tomás Torlades O’Neill, einem Nachkommen des O’Neill Clandeboy-Clans aus dem Norden Irlands, und Maria Carlota Pereira Infante de Lacerda Pereira d'Eça, Tochter des Generals José António Pereira d'Eça aus Minho, die beide aus wohlhabenden Familien mit langen Militärkarrieren stammten und Land, Landsitze und Unternehmungen besaßen. O’Neill war zudem die Cousine des Schriftstellers José Maria Eça de Queiroz.
Im Alter von 10 Jahren veröffentlichte sie ein erstes Werk, O Morgado do Juncal; im Jahr 1908 erschien dann ein erster Gedichtband, Nimbos, der ein Vorwort des Dichters Raimundo António de Bulhão Pato enthielt. Im Laufe ihrer literarischen Karriere veröffentlichte sie diverse Werke in unterschiedlichen literarischen Genres, darunter Romane, Kurzgeschichten für Erwachsene und Kinder, Biografien und journalistische Artikel. Wie Ana de Castro Osório, Virgínia Almeida und Emília de Sousa Costa veröffentlichte O’Neill mehrere pädagogische Kindergeschichten, die damals zu den besten in portugiesischer Sprache zählten und in mehrere Sprachen übersetzt wurden. Neben ihrem eigenen Namen signierte sie ihre Werke auch unter dem Pseudonym „Lina Marville“.
Neben ihrer literarischen Tätigkeit arbeitete sie für viele Zeitschriften und Magazine der damaligen Zeit, darunter Brasil-Portugal (1899–1914), Bem Público, Espiritismo, Actualidades, Alma Feminina (1917–1946), Serões (1910–1911), Illustração Portuguesa (1903–1924), A Sátira (1911), Courier de l'Europe, Intrasigente, Jornal da Mulher, O Soneto Neo-Latino, A Vida Elegante (1915) und Almanaque das Senhoras (1921]–1924), dessen Chefredakteurin sie war.
1890 heiratete O’Neill in Lissabon António de Bulhões, mit dem sie vier Kinder hatte: Maria Antónia, Luís, José António und Maria Francisca Pereira de Eça O’Neill de Bulhões. Eines ihrer Enkelkinder war der Dichter Alexandre O’Neill.
O’Neill interessierte sich für Vegetarismus, Theosophie und später für den Spiritismus, dem sie bis zum Ende ihrer Tage einen großen Teil ihres Lebens widmete. Sie nahm am Primeiro Congresso Espírita Português („Erster Portugiesischer Spiritistenkongress“, 1925) teil, wo sie den Vorsitz im Arbeitsausschuss des Kongresses innehatte, und arbeitete später mit der Federação Espírita Portuguesa zusammen. Sie war Mitglied der Redaktion der Revista de Espiritismo, an der sie stets mitarbeitete, und gründete am 27. August 1929 zusammen mit vier anderen Freunden die Grupo Espírita Perdão e Caridade. 1932 wirkte sie aktiv an der Gründung des Centro Espírita Perdão e Caridade in Lissabon mit.
Im Jahr 1920 wurde sie als Mitglied des Conselho Nacional das Mulheres Portuguesas bekannt, als sie bei der Vereinigung der Kaufleute einen Vortrag zum Thema A ferocidade do egoísmo („Die Bösartigkeit des Eigennutzes“) hielt. In den folgenden Jahren beteiligte sie sich an verschiedenen Initiativen und Konferenzen im Zusammenhang mit der Frauenbewegung und wurde unter anderem Vorsitzende der Comissão de Assistência Social (1922–1923; 1925–1929; 1931–1932). Sie nahm am ersten und zweiten Congresso Feminino e de Educação mit Beiträgen zu den Themen Assistência e trabalho, As ligas de bondade (1924) und zum Frauenwahlrecht (O voto às mulheres, 1928) teil, sowie an den Kongressen der Liga Portuguesa Abolicionista (1926 und 1929).
Im Jahr 1930 reiste sie nach Brasilien, wo sie eine Reihe von Vorträgen über literarische und spiritistische Themen hielt. Nach ihrer Rückkehr nach Portugal wurde sie im Februar 1932 erneut nach Brasilien eingeladen, um auf einer neuen Reihe von Konferenzen über Spiritismus zu sprechen, doch ihr Gesundheitszustand war bei ihrer Landung in Salvador, Bahia, sehr schlecht, so dass sie beschloss, umgehend wieder nach Lissabon zurückzukehren. Sie starb am dritten Tag der Rückreise auf hoher See, an Bord des deutschen Dampfers General Osório in der Nähe der Kapverden. Ihr Leichnam wurde auf See beigesetzt.

## Veröffentlichungen (Auswahl)
- Tudo perdido: poema dramatico em tres actos,  J. A. Rodrigues, Lissabon 1910 (Online).
- Um imitador de Sherlock Holmes: 10 contos J. A. Rodrigues, Lissabon 1910er Jahre (Online).
- Luta de sentimentos: romance, Parceria António Maria Pereira, Lissabon 1912 (Online).
- Um Drama de ciúme: (elles e ellas), Parceria António Maria Pereira, Lissabon 1913 (Online).
- A Marqueza de Valle Negro (romance), Parceria António Maria Pereira, Lissabon 1914 (Online).
- Por bom caminho: novela, Parceria António Maria Pereira, Lissabon 1914 (Online).
- Alegrias, Parceria António Maria Pereira, Lissabon 1916 (Online).
- Cartas da guerra: viva a França! (Essay), José da Costa Amorim, Lissabon 1916 (Online).
- Almas femininas, Magalhães & Moniz, Porto 1917 (Online).
- Os contos da mamã, Parceria António Maria Pereira, Lissabon 1919 (Online).
- O Colar de Vera, Socio Correspondale Academia da Sciências de Portugal, Lissabon 1923 (Online).
- A víbora: romance, Parceria António Maria Pereira, Lissabon 1930 (Online).